# 辉紫耳蜂鸟
辉紫耳蜂鸟（学名：Colibri coruscans）也叫闪耀紫耳蜂鸟，是蜂鸟科的一种，广泛分布于南美洲北部和西部的高原地区。这种蜂鸟与绿紫耳蜂鸟相似，但体型更小，更喜欢潮湿的栖息地。